# Гринссон, Борис
Бори́с Гринссо́н (фр. Boris Grinsson, полное имя Бори́с Соломо́нович Гринсо́н; 15 декабря 1907, Псков, Российская империя — 12 февраля 1999, Фонтенбло, Франция) — французский художник-иллюстратор российского происхождения, автор более 2000 киноафиш.

## Биография
Родился в 1907 году в Пскове в Российской империи, в семье Соломона (Шлёмы) Айзиковича Гринсона (1875—?) и Меры Янкель-Рувиновны Гринсон (в девичестве Лерман, 1887—?), заключивших брак в Вильне 4 февраля того же года. Семья матери жила в Шадове, семья отца была из Ковно, дед — гонтовых дел мастер, купец первой гильдии Айзик Шлёмович (Шлеймович) Гринсон (1847—?), — был владельцем лесопильного и кирпичного заводов в Выползовой слободе, усадьба Гринсона сохранилась на углу Великолуцкой и Плоской улиц в Пскове. После революции 1917 года его семья эмигрировала из страны в ставшую независимой Эстонию, где жили младшие братья отца — врачи, выпускники Юрьевского университета Гирш Айзикович и Эльяш-Лейб Айзикович Гринсоны. В Эстонии учился в Юрьевской частной русской гимназии, окончил школу изящных искусств в городе Тарту, в 1926—1929 годах учился на экономическом отделении юридического факультета Тартуского университета.
В 1929 году переехал в Берлин с целью продолжения художественного обучения и попутно устроился работать на киностудию УФА, для которой рисовал афиши для выходивших фильмов. В 1930 году там же попал с сестрой под машину (его двадцатилетняя сестра Женя погибла). Во время выборов в Рейхстаг 1932 года нарисовал для одного из изданий карикатуру на Адольфа Гитлера, изобразив его в образе смерти с косой в форме свастики. После прихода Гитлера к власти в 1933 году был вынужден покинуть Германию и переехать во Францию.
Во Франции Гринссон продолжил рисовать афиши к кинофильмам. В период немецкой оккупации Франции скрывался в Шатору, где зарабатывал на жизнь портретами, декорацией танцплощадок и ресторанов.
За свою карьеру, продолжавшуюся до 1973 года, Борис Гринссон создал около 2000 киноафиш к фильмам производства преимущественно французских и американских кинокомпаний, таких, как Pathé, Gaumont, Paramount, Universal, Metro-Goldwyn-Mayer, Columbia, RKO, Warner Bros.
По тогдашней традиции проката кинофильмов, художник обычно не имел возможности посмотреть фильм до создания афиши. Обычно кинокомпания лишь предоставляла ему фотографии актёров и давала общее описание сюжета. Тем не менее в большинстве случаев художнику удавалось улавливать общий дух картины, и сегодня многие из ставших классическими кинофильмов неотделимы от афиш Гринссона. Борис Гринссон изобразил на своих афишах таких актёров, как Мэрилин Монро, Брижит Бардо, Элизабет Тейлор, Рита Хейворт, Вероника Лейк и других. Афиши Бориса Гринссона стали предметом продажи на художественных аукционах — например, афиша к мультфильму «Алиса в стране чудес» 1951 года была продана на аукционе «Сотбис» за 8000 долларов США, а плакат к фильму о Джеймсе Бонде «Из России с любовью» 1963 года — за 8000 фунтов стерлингов.
В 1973 году Борис Гринссон прекратил заниматься созданием афиш — он поселился в небольшом домике в коммуне Венё-ле-Саблон (ныне входит в состав коммуны Море-Луэн-э-Орванн), недалеко от Фонтенбло, где занимался живописью. У него состоялось несколько персональных выставок.
Борис Гринссон скончался в Фонтенбло 12 февраля 1999 года.

## Афиши
Борис Гринссон — автор около 2000 афиш к французским версиям кинофильмов, в том числе:
- «Франкенштейн», режиссёр Джеймс Уэйл, США, 1931.
- «Ребекка», режиссёр Альфред Хичкок, США, 1940.
- «По ком звонит колокол», режиссёр Сэм Вуд, США, 1942.
- «Одержимость», режиссёр  Лукино Висконти, Италия, 1943.
- «Гильда», режиссёр Чарльз Видор, США, 1946.
- «Почтальон всегда звонит дважды», режиссёр Тэй Гарнетт, США, 1946.
- «Леди из Шанхая», режиссёр Орсон Уэллс, США, 1947.
- «Забытые», режиссёр Луис Бунюэль, Мексика, 1950.
- «Сусана», режиссёр Луис Бунюэль, Мексика, 1951.
- «Джентльмены предпочитают блондинок», режиссёр Говард Хоукс, США, 1953.
- «Лагерь для военнопленных № 17», режиссёр Билли Уайлдер, США, 1953.
- «Путешествие в Италию», режиссёр Роберто Росселлини, Италия, 1954.
- «Шелест», режиссёр Аугусто Дженина, Италия, 1955.
- «Жестокая суббота», режиссёр Ричард Флейшер, США, 1955.
- «Поймать вора», режиссёр Альфред Хичкок, США, 1955.
- «Зуд седьмого года», режиссёр Билли Уайлдер, США, 1955.
- «Человек, который слишком много знал», Альфред Хичкок, США, 1956.
- «Время любить и время умирать», режиссёр Дуглас Сирк, США, 1958
- «Головокружение», режиссёр Альфред Хичкок, США, 1958.
- «Печать зла», режиссёр Орсон Уэллс, США, 1958.
- «В джазе только девушки», режиссёр Билли Уайлдер, США, 1959.
- «Четыреста ударов», режиссёр Франсуа Трюффо, Франция, 1959.
- «Хиросима, любовь моя», режиссёр Ален Рене, Франция — Япония, 1959.
- «Великолепная семёрка», режиссёр Джон Стёрджес, США, 1960.
- «Самый длинный день», США, 1962.
- «Из России с любовью», режиссёр Теренс Янг, США, 1963.
- «Птицы», режиссёр Альфред Хичкок, 1963.
- «Сказки на ночь», режиссёр Ральф Леви, США, 1964.
- «Куколки», режиссёр Мауро Болоньини, Италия, 1964.
- «Гамбит», режиссёр Рональд Ним, США, 1966.
- «Загнанных лошадей пристреливают, не правда ли?», режиссёр Сидни Поллак, США, 1969.
- «Бегство с планеты обезьян», режиссёр Дон Тейлор, США, 1970.